# República Popular Belarussa
La República Nacional Belarussa (belarús: Белару́ская Наро́дная Рэспу́бліка, transliteració: Belarúskaia Naródnaia Respúblika) fou el primer estat independent belarús a la història, la independència del qual fou declarada el 1918. Fou anomenada República Nacional Belarussa.

## Origen
En esclatar la revolució el juliol del 1917, es proclamà a Minsk la Rada Belarussa, formada per burgesos nacionalistes, alhora que es formaven revkoms (Comitès revolucionaris) a Minsk, Homiel, Viciebsk, Babrujsk i Vorsha, que enviaren representants a Moscou. L'agost del 1917 es creà el Comitè Públic Provisional d'Ordre i Seguretat, liderat per M. Frunze, A.F. Miaskinov, V. G. Knorin, N.I. Alibegov, K.I. Lander, S.G. Mogilevskij i M.I. Kalmanovich. L'octubre s'organitzà el Vialikaja Biełaruskaja Rada(Вялікая Беларуская Рада) (Consell Suprem Belarús), presidit pel lingüista Jazep Losik (1884-1940) i Viačasłaŭ Adamovič (m. 1939), ambdós destacats membres de la Hramada.
El 7 de novembre del 1917, alhora que es produeixen els fets revolucionaris a Petrograd, el Soviet dels Treballadors i Soldats de Minsk aconsegueix el poder a la ciutat i lluita contra els revolucionaris. Presidit per Alyaksandr Charvyakou (1892-1937), un dels fundadors de la secció bolxevic belarussa, tallaren els comunicacions de les unitats militars que anaven a aixafar les revoltes de Petrograd i Moscou. El 8 de novembre, per una decisió del Comitè regional del Nord-oest del PSDOR, fou creat un Comitè Revolucionari sota els auspicis del soviet de Mensk, que serà transformat en Comitè Militar Revolucionari (VRK) de la regió Nord-oest, del qual en serà nomenat cap Vasil Zacharka (1877-1943), qui havia aconseguit que nombrosos oficials tsaristes belarussos es passessin a la seva causa, i que aconseguiria el 3 de desembre ser reconegut com a autoritat pels comitès de soldats del front oest, pels soviets de Mensk, Viciebsk i Mahilou, i pels soviets de pagesos de Minsk i Vílnius. D'aquesta manera, el 9 de desembre, els Comitès Executius i el Comitè del Front s'unificaren en l'ISPOLKOM (Comitè Executiu Regional) de Soviets de Treballadors, Soldats i Pagesos de la Regió Oest o communisto, sota autoritat de N. V. Rogozinskij, amb jurisdicció sobre la Belarús no ocupada pels alemanys. K. I. Lander comandà el Soviet de Comissaris Populars de la Regió Nord-oest i del Front.
Pel desembre del 1917 es va reunir a Minsk el Pieršy Ŭsiebiełaruski Kanhres (Першы Ўсебеларускі Кангрэс) (Primer Congrés Panbelarús), evolució de la Belorusskaja Rada, amb 1.872 delegats d'arreu del país i de totes les organitzacions i partits existents, dirigits per Ivan Sierada, antic coronel de l'exèrcit tsarista, i militarment per I.R. Dovbor-Musnitsky, on es van discutir els problemes nacionals i s'advocà per la creació d'un Estat belarús autònom i democràtic i per la llibertat religiosa, i funden el diari en belarús Zviazda (Estrella).

## Independència
Així, el gener i febrer del 1918 el Congrés Belarús es proclamà independent fins a gener del 1919, dirigits pel terratinent Skiurmunt, Vasil Zacharka i Piatra Kresceuski, director del diari Rodny Kraj, i amb suport dels soldats alemanys, qui en primavera del 1918 expulsaren els soviets de Minsk. Alhora, el I Cos de Legionaris Polonesos, comandat per Dovbor-Musnitsky i lleials a Pilsudski, atacà els soviets, però fou derrotat en tota regla. El 18 de febrer els alemanys violaren la treva i ocuparen Minsk i tota Belarús, mentre el 3 de març les tropes poloneses ocupaven Homiel, però els soviets formaren més de cent comandos partisans a Rudobelka (Babrujsk), Barisau, Bykhau, Homiel, Mensk, Mahilou, Polatsk, Rechitsk i Slutsk, comandats per A. R. Solovei, Maksim Levkov, Maksim Us i Stepan Zhinko.
Però el 3 de maig del 1918 els soviètics signaren amb els alemanys el Tractat de Brest-Litovsk (a Bierascie), sense acord del Comitè Executiu del Congrés Panbelarús, i pel qual tot el país era cedit a Alemanya. Durant l'ocupació alemanya, el 25 de març del 1918, aquest comitè va declarar la creació de la República Democràtica Nacional Belarussa o BNR (Belaruskaja Narodna Republika), que volia aplegar tots els territoris on els belarussos hi fossin majoria (però de fet només controlaria la zona central del país), rebutja el Tractat de Brest-Litovsk i adoptà com a estatut una constitució temporal que garantia el dret de vot, llibertat d'expressió, de premsa i de reunió, jornada laboral de 8 hores i dret de vaga. També crearen la bandera nacional del país (la bandera blanca tradicional amb una franja vermella, reflex de la revolució i del socialisme). Piotra Kresceuski (1877-1928), qui havia estat secretari de comerç i de la Rada, fou nomenat president el 13 de desembre del 1919, i Vasil Zacharka fou enviat a Moscou el juliol del 1920 per negociar amb Lenin el reconeixement de la BNR, també negociaria amb polonesos i lituans.
Foren reconeguts per Ucraïna, Txecoslovàquia, Àustria, Finlàndia, Polònia, Turquia, Lituània, Letònia, Armènia i Geòrgia. Tanmateix, els alemanys, que havien de garantir-ne la seva existència però que no l'havien pas reconegut, només ocuparen efectivament la línia Homiel-Polatsk, i pel novembre del 1918 abandonaren el país. Aquesta república fou atacada pels soviètics, i malgrat resistir cinc setmanes a Slutsk, foren ocupats pels soviets el 1919, i els seus dirigents P. Krecheuski i V. Lastouski marxaren cap a Lituània, on formaren un govern a Kaunas el novembre del 1920. Des d'allí organitzaren un aixecament nacional a Slutsk (novembre-desembre 1920), que fou aixafat pels soviètics.

Bandera de la República de Belarús a l'exili

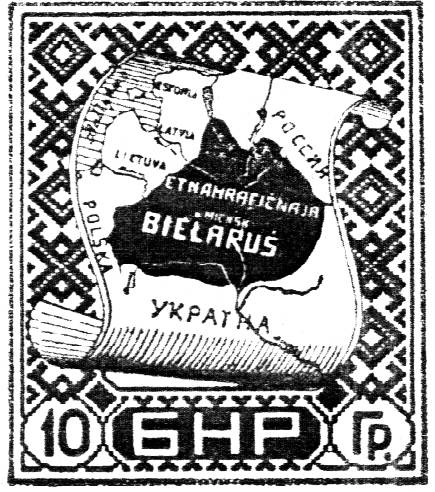
Segell de correus de la BNR. 10 hr.
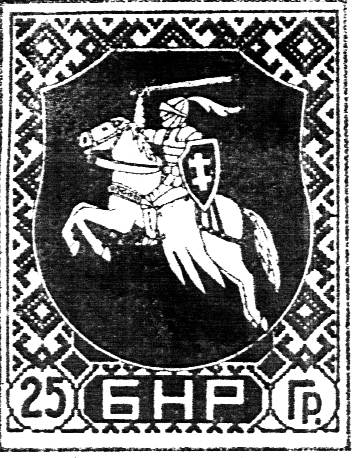
Segell de correus de la BNR. 25 hr.

## Exili
El govern de la BNR a l'exili es va establir a Praga des del setembre del 1921, on Piotra Krecheuski, cap del Consell de la BNR, hi va organitzar una Conferència política i va dur a terme una important tasca informativa i d'aplegament dels grups d'exilats belarussos. També edità l'almanac Zamejnaja Belarus i reuní els arxius de tota la documentació sobre història i cultura del seu país. A la seva mort el 1928 el va substituir Vasil Zakharka (1877-1943), qui malgrat les fortes pressions rebudes dels nazis es va negar a col·laborar amb ells.
A la mort de Zakharka el 1943, el van succeir en el càrrec Mikalay Abramchyk (1903-1970), Vikentsiy Zhuk-Hryshkyevich del 1970 al 1982, Jazep Sazhych del 1982 al 1997, Barys Ragula durant uns mesos del 1997 i Ivonka Survilla (1936) des d'aleshores. Des dels 90 la seu de la BNR és a Ottawa (Canadà) i hi continuen la seva tasca informativa a l'exterior contra els comunistes belarussos, exigint també eleccions democràtiques. A diferència dels altres governs a l'exili d'antigues repúbliques soviètiques, han refusat entregar la seva representació a Aleksandr Lukaixenko.

## Presidents
- Jan Sierada (1918 - 1919)
- Piotra Krečeŭski (1919 - 1928)
- Vasil Zacharka (1928 - 1943)
- Mikoła Abramčyk (1944 - 1970)
- Vincent Žuk-Hryškievič (1970 - 1982)
- Jazep Sažyč (1982 - 1997)
- Ivonka Survilla (1997 - ara)